# Live...In the Heart of the City
| Recensione | Giudizio |
| ---------- | -------- |
| AllMusic   |          |

Live...In the Heart of the City è un album dal vivo del gruppo musicale britannico Whitesnake, pubblicato nel novembre del 1980 dalla EMI.
Originariamente pubblicato come doppio vinile, fu prodotto utilizzando registrazioni tra il 1978 ed il 1980. I lati A e B del vinile contengono le registrazioni effettuate con il Rolling Stones Mobile Studio all'Hammersmith Odeon durante il tour mondiale della band nel 1980. I lati C e D contengono registrazioni del 1978, precedentemente pubblicate solo in Giappone come Live at Hammersmith.
La prima versione pubblicata in formato CD venne editata in modo da farla rientrare in un unico disco, tuttavia l'album è stato poi rimasterizzato nel marzo 2007 in formato doppio disco, con la lista tracce originale.

## Tracce

### Disco 1
Live in the Heart of the City (23/24 giugno 1980)
- Lato A

1. Come On – 3:38 (David Coverdale, Bernie Marsden)
2. Sweet Talker – 4:16 (Coverdale, Marsden)
3. Walking in the Shadow of the Blues – 5:00 (Coverdale, Marsden)
4. Love Hunter – 10:41 (Coverdale, Micky Moody, Marsden)

- Lato B

1. Fool for Your Loving – 4:58 (Coverdale, Moody, Marsden)
2. Ain't Gonna Cry No More – 6:21 (Coverdale, Moody)
3. Ready an' Willing – 4:46 (Coverdale, Moody, Neil Murray, Jon Lord, Ian Paice)
4. Take Me with You – 6:28 (Coverdale, Moody)

### Disco 2
Live at Hammersmith (23 novembre 1978)
- Lato C

1. Come On – 3:32 (Coverdale, Marsden)
2. Might Just Take Your Life – 4:55 (Ritchie Blackmore, Coverdale, Lord, Paice)
3. Lie Down (A Modern Love Song) – 3:33 (Coverdale, Moody)
4. Ain't No Love in the Heart of the City – 6:38 (Michael Price, Dan Walsh)

- Lato D

1. Trouble – 4:56 (Coverdale, Marsden)
2. Mistreated – 10:40 (Blackmore, Coverdale)

## Formazione
- David Coverdale – voce
- Micky Moody – chitarre, cori
- Bernie Marsden – chitarre, cori
- Neil Murray – basso
- Jon Lord – tastiere
- Ian Paice – batteria nel disco 1
- Dave Dowle – batteria nel disco 2